# Anikó Farkas
| 546025 Ábrahámpéter | 17 novembre 2008  |
| 549744 Heimpál      | 25 settembre 2011 |
| 582910 Tormazsófia  | 17 novembre 2011  |
| 590269 Steinberger  | 27 settembre 2011 |

Anikó Farkas, coniugata Takács (...), è un'astronoma ungherese.
Il Minor Planet Center le accredita le scoperte di quattro asteroidi, effettuate tutte nel 2011 in collaborazione con Krisztián Sárneczky.